# Gare routière de Westend
La gare routière de Westend (finnois : Westendinasema) est une gare routière du quartier de Westend à  Espoo en Finlande.

## Présentation
Située à proximité de la Länsiväylä, la gare est à environ 1 kilomètre de Tapiola. 
Elle est le terminus de la runkolinja 550 et des lignes régionales 500, 510 et 551. 
Toutes les lignes de bus empruntant la Länsiväylä vers l'est s'arrêtent à la gare de Westend.